# Вест-Йорк (Пенсільванія)
Вест-Йорк (англ. West York) — місто (англ. borough) в США, в окрузі Йорк штату Пенсільванія. Населення — 5094 особи (2020).

## Географія
Вест-Йорк розташований за координатами 39°57′12″ пн. ш. 76°45′39″ зх. д. / 39.95333° пн. ш. 76.76083° зх. д. (39.953387, -76.760955).  За даними Бюро перепису населення США в 2010 році місто мало площу 1,36 км², уся площа — суходіл.

## Демографія
Згідно з переписом 2010 року, у селищі мешкало 4617 осіб у 1926 домогосподарствах у складі 1105 родин. Густота населення становила 3392 особи/км².  Було 2041 помешкання (1500/км²).
Расовий склад населення:
| - 82,1 % — білих - 8,5 % — чорних або афроамериканців - 0,8 % — азіатів - 0,5 % — корінних американців - 0,1 % — вихідців з тихоокеанських островів - 3,3 % — осіб інших рас |

До двох чи більше рас належало 4,8 %. Частка іспаномовних становила 9,1 % від усіх жителів.
За віковим діапазоном населення розподілялося таким чином: 27,0 % — особи молодші 18 років, 63,8 % — особи у віці 18—64 років, 9,2 % — особи у віці 65 років та старші. Медіана віку мешканця становила 33,3 року. На 100 осіб жіночої статі у селищі припадало 91,8 чоловіків;  на 100 жінок у віці від 18 років та старших — 88,2 чоловіків також старших 18 років.
Середній дохід на одне домашнє господарство  становив 51 556 доларів США (медіана — 40 350), а середній дохід на одну сім'ю — 59 774 долари (медіана — 46 726). Медіана доходів становила 43 208 доларів для чоловіків та 31 044 долари для жінок. За межею бідності перебувало 18,9 % осіб, у тому числі 20,5 % дітей у віці до 18 років та 8,8 % осіб у віці 65 років та старших.
Цивільне працевлаштоване населення становило 2312 осіб. Основні галузі зайнятості: освіта, охорона здоров'я та соціальна допомога — 25,6 %, виробництво — 15,1 %, роздрібна торгівля — 14,8 %.